# Paznokietnik ostrygowy

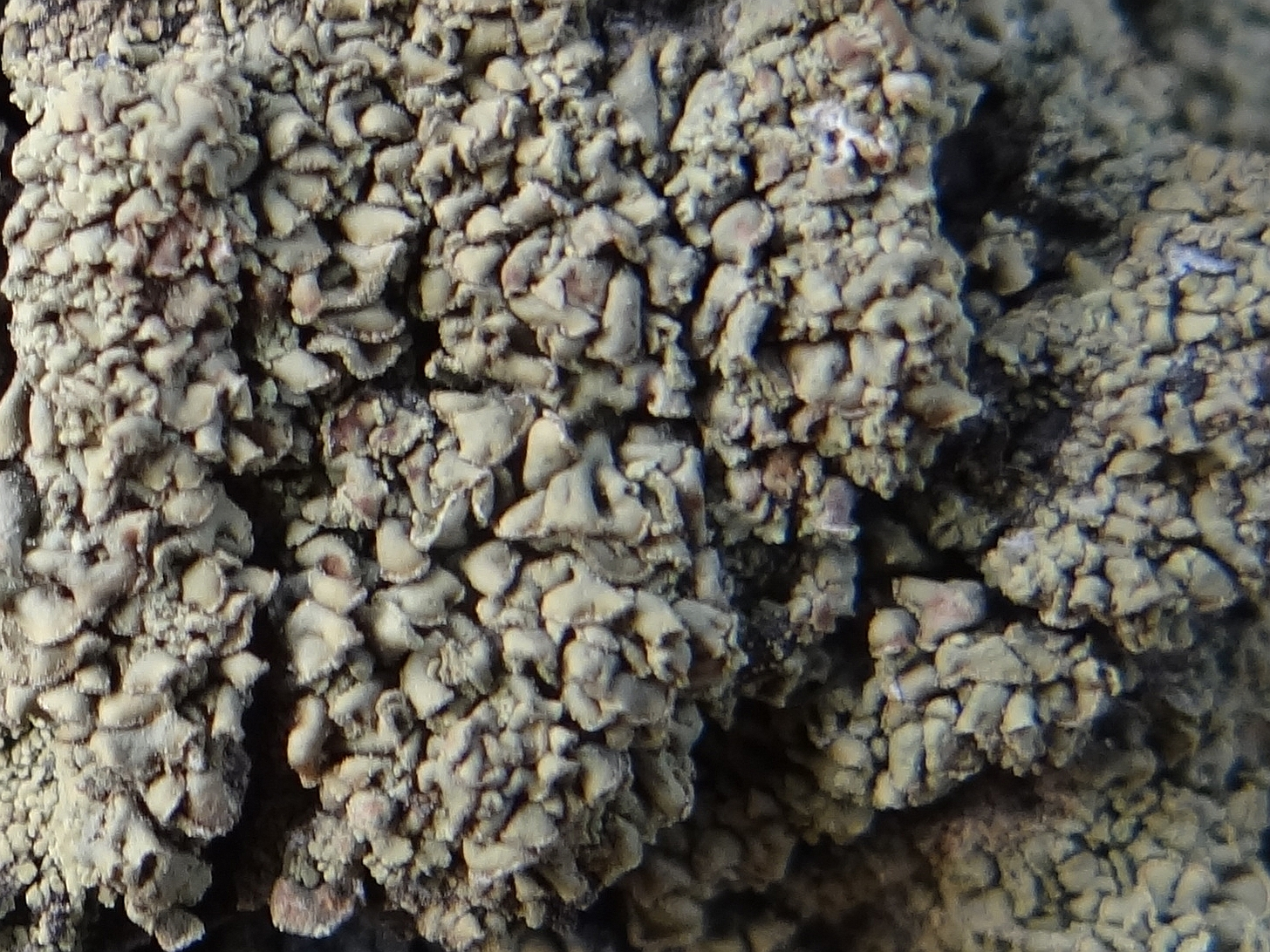
Łuski plechy w powiększeniu

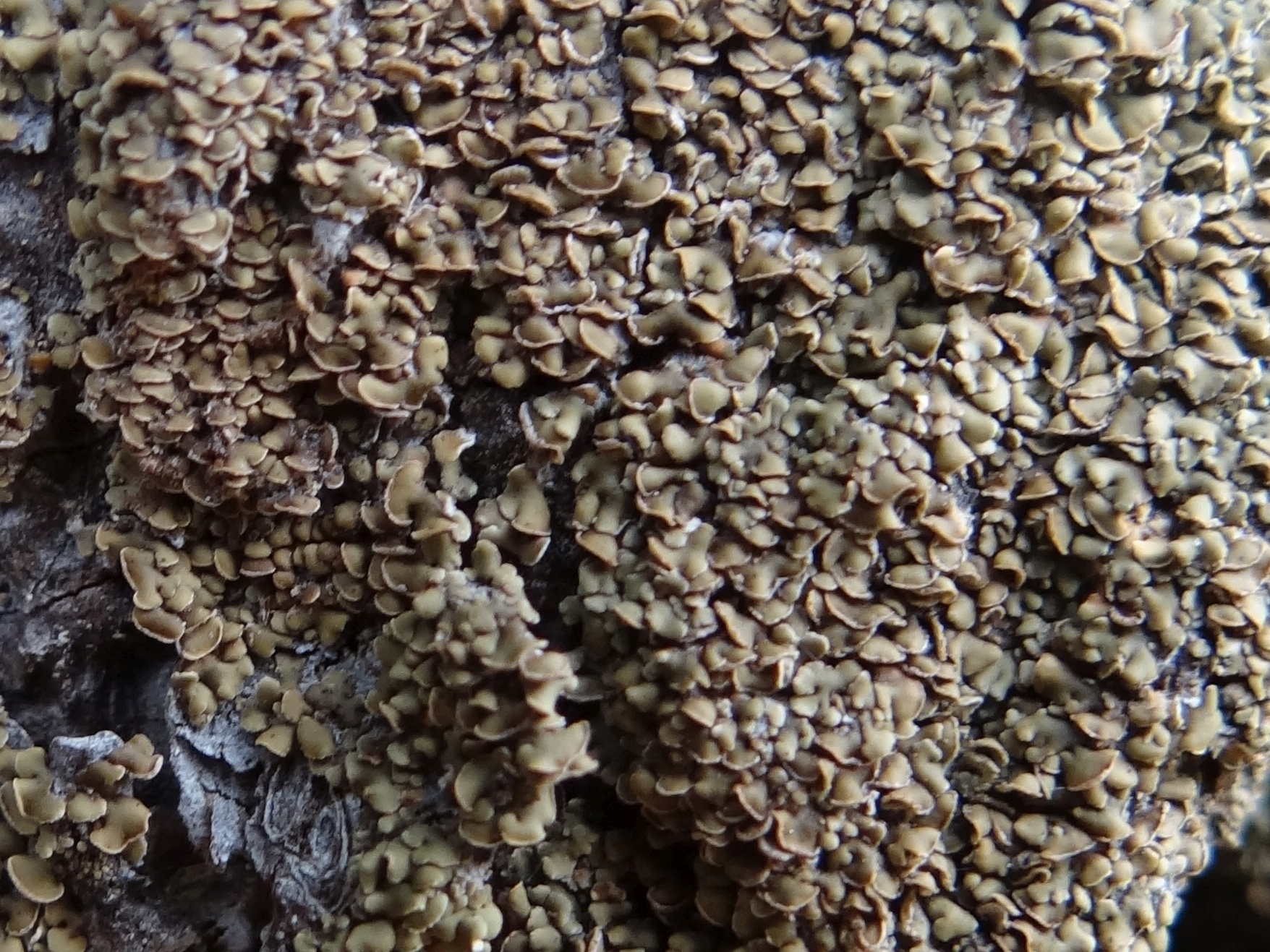

Paznokietnik ostrygowy (Hypocenomyce scalaris (Ach. ex Lilj.) M. Choisy – gatunek grzybów z rodziny Ophioparmaceae. Ze względu na współżycie z glonami zaliczany jest do porostów. 

## Systematyka i nazewnictwo
Pozycja w klasyfikacji według Index Fungorum: Ophioparmaceae, Incertae sedis, Lecanoromycetidae, Lecanoromycetes, Pezizomycotina, Ascomycota, Fungi.
Po raz pierwszy gatunek ten zdiagnozowany został w 1792 r. przez E. Achariusa i S. Liljeblanda jako Lichen scalaris. Do rodzaju Hypocenomyce przeniósł go w 1805 r. M. Choisy i nazwa nadana przez tegoż autora jest według Index Fungorum prawidłowa. 
Niektóre synonimy nazwy naukowej:

- Biatora ostreata (Hoffm.) Fr. 1845
- Lecanora ostreata (Hoffm.) Rabenh. 1845
- Lecanora scalaris (Gray) A. Dietr., 1837
- Lecidea ostreata (Hoffm.) Schaer. 1828
- Lecidea scalaris (Ach. ex Lilj.) Ach. 1803
- Lepidoma scalare Gray 1821
- Lichen scalaris Ach. ex Lilj. 1792
- Parmelia ostreata (Hoffm.) Fr. 1831
- Patellaria ostreata (Hoffm.) Wallr. 1831
- Placodium ostreatum (Hoffm.) Link 1833
- Psora scalaris (Ach. ex Lilj.) Hook. 1844
- Schaereria ostreata (Hoffm.) Gyeln. 1937

Nazwa polska według Krytycznej listy porostów i grzybów naporostowych Polski. Synonimy polskie: krążniczka ostrygowa, paznokietnik ostrygowaty. 

## Charakterystyka
Plecha z glonami protokokkoidalnymi składa się z licznych, drobnych łuseczek o muszelkowatym, kolistym, lub nerkowatym kształcie i nieco odstających od podłoża. Górna ich strona ma barwę szarożółtą, żółtozielonawą, oliwkową lub brunatną. Sąsiednie łuski często dachówkowato zachodzą na siebie. Pojedyncza łuska ma szerokość 0,5-1,5(2) mm i taką samą długość. Na spodniej stronie oraz na brzegach łuski występują drobne, ziarenkowate urwistki o jasnożółtej barwie. Reakcje barwne: rdzeń K + czerwony, C -,  P + pomarańczowy lub P-. Hypotecjum o barwie od jasnobrązowej do ciemnobrązowej, epitecjum zielone. W miąższu występują kryształki barwiące się pod wpływem podchlorynu wapnia na czerwono. Reakcje barwne: kora i rdzeń C+ czerwony, KC+ czerwony, K -. Pod wpływem UV miąższ i urwistki świecą na biało. 
Owocniki występują bardzo rzadko. Mają średnicę 0,5–1,5 mm, są czarne i powyginane, a ich płaskie lub nieco tylko wypukłe tarczki są niebieskoszaro przyprószone. W jednym worku powstaje po 8 jednokomórkowych askospor o rozmiarach 7–8 × 3–4 μm. Pyknidia siedzące, czarne, występujące na górnej lub dolnej powierzchni. Powstają w nich pykniospory o rozmiarach 5–7,5 μm 
Kwasy porostowe: kwas lekanorowy.

## Występowanie i siedlisko
Występuje na wszystkich kontynentach z wyjątkiem Antarktydy. W Polsce jest pospolity na obszarze całego kraju.
Rośnie na korze drzew i na drewnie, zarówno na drzewach liściastych, jak i iglastych. Wyjątkowo tylko występuje na podłożu skalnym.